# Митарас, Димитрис
Димитрис Митарас (греч. Δημήτρης Μυταράς; 18 июня 1934, Халкида, Эвбея, Греция — 16 февраля 2017, Афины, Греция) — греческий живописец, один из наиболее значимых греческих художников XX века.

## Биография

Д. Митарас. Слава. Музей современного искусства (Флорина).

Димитрис Митарас родился в 1934 году в городе Халкида на острове Эвбея. В период с 1953 по 1957 год учился в Афинской школе изящных искусств под руководством Янниса Моралиса. Позже изучал сценографию в Высшей национальной школе декоративных искусств в Париже.
С 1964 по 1972 год руководил мастерской интерьерного декора при Афинском технологическом институте. С 1975 года преподавал в мастерской живописи Афинской школы изящных искусств. За годы активной творческой жизни принял участие в более чем 30 международных выставках, в том числе в Венецианской биеннале 1972 года.
В период пребывания у власти греческой военной хунты (1967—1974) стремился дать критический комментарий греческой жизни через серию реалистических работ под названием «Фотографические документы». Позже обратился к темам классической античности. Накануне Олимпиады 2004 года в Афинах стал одним из основных разработчиков официального постера Игр.
В 2008 году был избран действительным членом Афинской академии.